# Alexander Franz von Rall
Alexander Franz Alexandrowitsch von Rall (russisch Александр Франц Александрович фон Раль; * 24. Juli 1756 in Hanau; † 22. Apriljul. / 4. Mai 1832greg. in St. Petersburg) war ein hessisch-russischer Bankier und Mäzen.

## Leben
Rall, Sohn des Majors der preußischen Armee Alexander Franz Rall, begann seine Berufslaufbahn in einem kleinen Handelsgeschäft in Hanau. Ralls Onkel Johann Gottlieb Rall diente in der kurhessischen Armee, während Ralls Onkel Christian Friedrich Rall in russische Dienste trat, als Fjodor Grigorjewitsch Rall Generalmajor wurde und ab 1785 den Marmorpalast in St. Petersburg verwaltete.
1788 ging Alexander Franz Rall nach St. Petersburg, wo sein Onkel Fjodor Grigorjewitsch Rall ihm als Alexander Alexandrowitsch Rall eine Stelle im Kontor des Hofbankiers Richard Sutherland verschaffte. Rall machte dort schnell Karriere und wurde engster Mitarbeiter Sutherlands. 1791 wurden Sutherlands Veruntreuungen von Staatsgeldern bekannt, so dass Sutherland sich tötete. In der folgenden Untersuchung konnte Rall seine Unschuld beweisen. Mit Ukas von Paul I. wurde schließlich 1798 das Kontor der Hofbankiers mit Rall als einem der Kommissionäre gegründet, das die Geschäfte mit den großen Banken in Hamburg, London, Leipzig, Berlin, Wien, Dresden, Genua und anderen Orten führte und Darlehen für Russland aufnahm. Das Kontor regelte auch die Geldversorgung der russischen Auslandsvertretungen und der im Ausland eingesetzten Militäreinheiten sowie die Waffenkäufe. Alle Kommissionäre hatten ihre eigenen Handelshäuser oder Bankkontore und beteiligten sich selbst an diesen Geschäften. Dort übernahm Rall bald die Führung und wurde als „König“ der St. Petersburger Börse bekannt. Durch allerhöchsten Ukas erhielt Rall 1800 die erbliche Baron-Würde. 1807 nahm er die russische Staatsbürgerschaft an.
Rall besaß in St. Petersburg fünf Häuser, zwei Datschen auf der Kamenny-Insel, fünf Datschen an der Peterhof-Straße, ein Landhaus in Jekaterinhof am Rande St. Petersburgs und einige Landgüter im Gouvernement St. Petersburg. Er betrieb eine Tuchfabrik an der Kleinen Ochta und eine Papierfabrik am St. Petersburger Narwa-Tor. Rall war verheiratet mit Jelisaweta Nikolajewna Molwo (1768–1843), Tochter des reichen Zuckerfabrikanten Hermann Nikolaus Molwo. Rall und seine Frau waren musikbegeistert und spielten gut Klavier, während Rall auch Violine spielte. Ralls Haus an der Angliskaja Nabereschnaja war eines der bekanntesten Musikzentren in St. Petersburg, das von allen bekannten Musikern und Sängern besucht wurde. Ausländische Musiker lebten auch dort. 1792 hatte Rall die Neue Musik-Gesellschaft gegründet. 1802 gründete er die Kasse der Musikerwitwen zur Unterstützung der Witwen und Waisen der Mitglieder, die 1805 in die St. Petersburger Philharmonische Gesellschaft mit Rall als Ehrendirektor umgewandelt wurde.
1817 ging Rall in Konkurs, wovon er sich dann nicht mehr erholen konnte. Er wurde auf dem lutherischen Wolkowo-Friedhof begraben.
Mit Rücksicht auf die Verdienste Ralls insbesondere während des Krieges 1812 sorgte Nikolaus I. dafür, dass der Witwe das Haus an der Angliskaja Nabereschnaja erhalten blieb unter der Bedingung, dass es nach ihrem Tod zu gleichen Teilen ihren Kindern ohne Ansehen ihres Geschlechts zufiel. Von den acht Kindern heiratete die älteste Tochter Sofja den General und Geodäten Friedrich Schubert. Fjodor wurde Komponist und Dirigent. Adelaida heiratete den Orientalisten Ossip Julian Iwanowitsch Senkowski. Die jüngste Tochter Alexandra heiratete den Architekten Alexander Pawlowitsch Brjullow.